# Jan Marius Hoogvliet
Jan Marius Hoogvliet, född 30 juni 1860 i Spaarndam, Noord-Holland, död 22 juni 1924 i Haag, var en nederländsk språkforskare.
Hoogvliet blev docent i skandinaviska språk och ryska vid universitetet i Utrecht 1903 och var vice ordförande i svensk-nederländska föreningen i Nederländerna 1914–18. Han publicerade en rad skrifter över skandinaviska ämnen, varibland De ziel der volken van't Noorden (1903) samt studier över Henrik Ibsen och Ludvig Holberg i tidskrifterna "De Spectator" och "Onze eeuw" jämte översättningar till nederländska av svenska och danska prosastycken och dikter, bland annat en mästerlig tolkning av Johan Olof Wallins "Dödens ängel" ("De engel des doods", 1886; omtryckt i "Neerlands dichterschat, door T.H. van Leent", 1896) och skrev även svenska och danska dikter. Hoogvliet var en mångsidig språkkännare och utgav arbeten i språkpedagogik och allmän psykologisk språkvetenskap, bland annat Proagon (psykologisk lärobok i forngrekiska, 1888), Lingua, leerboek van algemeene en nederlandsche taalkennis (1903), Die sogenannten Geschlechter im Indoeuropäischen und im Latein (1913) och Elements of Dutch (sjunde upplagan 1923).